# Флия

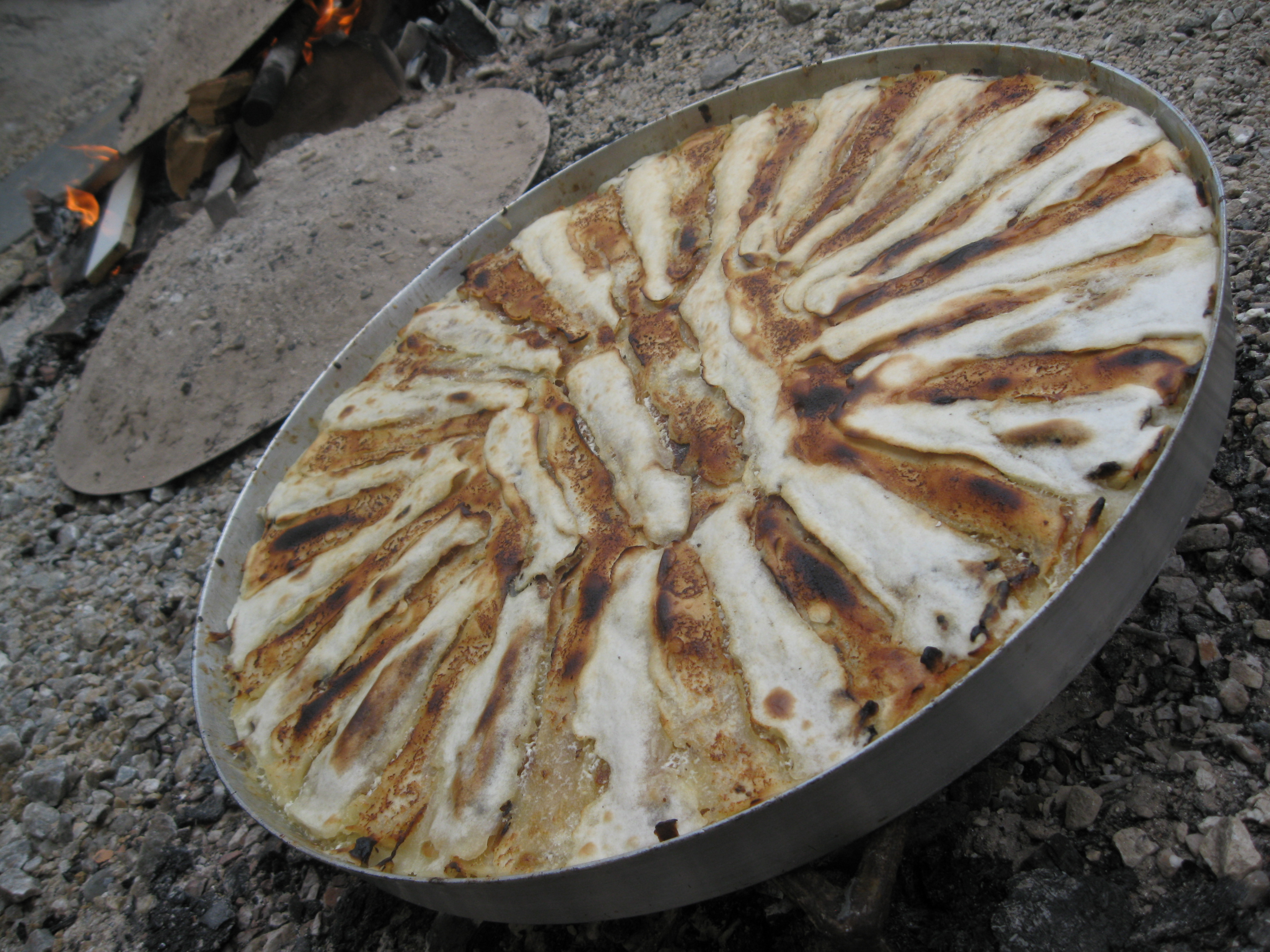
Традиционно приготовленная на огне флия в тепси с лежащим рядом сачем.

Флия (алб. flia или fli, также устар. flija) — блюдо албанской, а также косовской кухни. Это паштетоподобная комбинация запечённого теста в слоях и молочных продуктов. Оно обычно употребляется в обед с салатом или квашенными овощами (туршия). Флию традиционно готовили в горных районах страны.

## Приготовление
Тесто для флии готовится из муки и воды или молока, по консистенции и схоже с блинным. Начинка обычно состоит из каймака, молочного продукта типа сливок. Иногда, однако, используются другие сорта сливок или молочные продукты, такие как так это овечий сыр, сметана или кефир, в редких случаях яйца. Флия готовится слоями. Тесто льют на круглый смазанный маслом противень отдельными струйками от середины к краям. Между «лучами теста» остаётся небольшое свободное пространство, на которое при помощи ложки кладут начинку. Затем блюдо в течение нескольких минут запекается в духовке (при 250 °C), пока тесто вверху не станет коричневеть, после чего указанная процедура повторяется несколько раз, в зависимости от желаемой высоты флии. Есть также варианты блюда из кукурузной муки и со шпинатом.
Традиционно флия готовится на огне в обработанных маслом тепси (металлических формах). Дополнительно используется так называемый сач — своего рода круглая металлическая крышка, закрывающая тепси, на которую кладутся горячая зола и угольки. Таким образом, флия запекается не только снизу, но и сверху. Поэтому при приготовлении блюда в электрической плите необходимо включать дополнительно верхний жар.